# 25491 Meador
25491 Meador (tên chỉ định: 1999 XS84) là một tiểu hành tinh vành đai chính. Nó được phát hiện bởi dự án Nghiên cứu tiểu hành tinh gần Trái Đất Lincoln ở Socorro, New Mexico, ngày 7 tháng 12 năm 1999. Nó được đặt theo tên Granger Meador Lưu trữ ngày 11 tháng 9 năm 2011 tại Wayback Machine, an American educator ở Bartlesville, Oklahoma.